# Joseph Marie Degérando

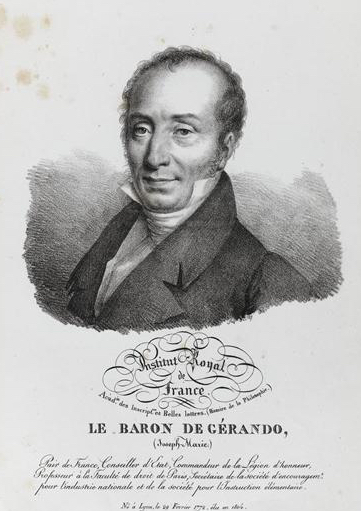
Joseph-Marie de Gérando

Joseph Marie Degérando, a partir de 1811 Joseph Marie barón de Gérando, (Lyon, Francia, 29 de febrero de 1772 - París, 10 de noviembre de 1842) fue un jurista, filántropo y filósofo francés de ascendencia italiana. Es también uno de los precursores de la antropología.
Estudió en la Congregación del Oratorio de San Felipe Neri en su ciudad natal.
Es famoso por su obra de 1804, titulada Histoire comparée des systèmes de philosophie, considérés relativement aux principes des connaissances humaines (Historia comparada de sistemas de filosofía, considerados relativamente a los principios del conocimiento humano), la primera tentativa significativa de una historia crítica de las ideas en lengua francesa, y por su estudio de 1820 sobre la beneficencia, Le visiteur du pauvre (El visitante del pobre). Influenció sobre Henry David Thoreau, Margaret Fuller, y especialmente Ralph Waldo Emerson, que usó su ámbito filosófico extensivamente en apoyo a su primer libro titulado Nature. 
Fue también Par de Francia.

## Obras principales
- Des Signes et de l'Art de penser considérés dans leurs rapports mutuels, 4 vol., 1799-1800 Texto online 1 2 3 4
- De la Génération des connaissances humaines, mémoire qui a partagé le prix de l'Académie de Berlín sur la question suivante: Démontrer d'une manière incontestable l'origine de toutes en los connaissances..., 1802. Reeditado en Corpus des œuvres de philosophie en langue française, París, Fayard, 1990
- Considération sur les diverses méthodes a la suivre dans l'observation des peuples sauvages, 1800.
- Le Visiteur du pauvre, 1824. New Edition: Jean-Michel Place, París, 1989. Texto en línea.
- Histoire comparée des systèmes de philosophie, relativement aux principes des connaissances humaines, 4 vol., 1822 Texto en línea 1 y 2 3 4
- Du Perfectionnement moral, o de l'Éducation de soi-même, 2 vol., 1824.
- De l'Éducation des sourds-muets de naissance, 2 vol., 1827 Texte en ligne 1 2
- Institutes du droit administratif français, o Éléments du code administratif, réunis et mis en ordre, 6 vol., 1829-1836 Texto en línea: Suplemento
- De la Bienfaisance publique, 2 vol., 1839 Texto en línea 1 y 2
- Des Progrès de l'industrie, considérés dans leurs rapports avec la moralité de la clase ouvrière, 1841
- Histoire de la philosophie moderne, a la partir de la renaissance des lettres jusqu'à la fin du XVIIIe siècle, 4 vol., 1847 Texto en línea
- Les Buenos Exemples, nouvelle morale en action, con Benjamin Delessert, 1858 Texto en línea